# Rhadine
Rhadine is een geslacht van kevers uit de familie van de loopkevers (Carabidae). De wetenschappelijke naam van het geslacht is voor het eerst geldig gepubliceerd in 1846 door John Lawrence LeConte. LeConte beschreef toen tevens de eerste soort, Rhadine larvalis.
De kevers uit dit geslacht leven in grotten, holen, kelders, holten in rotsen en in gangen gegraven door zoogdieren. Ze komen enkel voor in Noord-Amerika. Enkele soorten die hun leven doorbrengen in grotten hebben abnormaal kleine of helemaal geen ogen. De eerste van deze troglobieten werd beschreven door Edwin C. Van Dyke in 1918 als Comstockia subterranea. Rhadine myrmecodes is een soort die leeft in de gangen en holen gegraven door goffers uit het geslacht Geomys.

## Soorten
Het geslacht Rhadine omvat de volgende soorten:
- Rhadine albamontana Dajoz, 1998
- Rhadine anthicoides Casey, 1913
- Rhadine araizai (Bolivar & Pieltain, 1944)
- Rhadine austinica Barr, 1974
- Rhadine balesi (Gray, 1937)
- Rhadine bolivari Barr, 1982
- Rhadine bullis Reddell and Cokendolpher, 2004
- Rhadine caudata (Leconte, 1863)
- Rhadine chipinque Barr, 1982
- Rhadine constricta Casey, 1913
- Rhadine dissecta (Leconte, 1863)
- Rhadine elliotti Barr, 1982
- Rhadine euprepes (Bates, 1882)
- Rhadine exilis (Barr & Lawrence, 1960)
- Rhadine gracilenta Casey, 1913
- Rhadine grubbsi Reddell & Duperre, 2009
- Rhadine hendrichsi Barr, 1982
- Rhadine howdeni (Barr & Lawrence, 1960)
- Rhadine infernalis (Barr & Lawrence, 1960)
- Rhadine insolita Barr, 1974
- Rhadine ivyi Reddell and Cokendolpher, 2004
- Rhadine jejuna (Leconte, 1878)
- Rhadine koepkei (Barr, 1960)
- Rhadine lanei (Gray, 1937)
- Rhadine larvalis Leconte, 1848
- Rhadine leptodes (Bates, 1882)
- Rhadine lindrothi Barr, 1965
- Rhadine longiceps Vandyke, 1949
- Rhadine longicollis Benedict, 1927
- Rhadine longipes Casey, 1913
- Rhadine medellini Bolivar, Pieltain & Hendrichs, 1964
- Rhadine myrmecodes (G.horn, 1892)
- Rhadine nivalis (G.horn, 1881)
- Rhadine noctivaga Barr, 1974
- Rhadine ozarkensis Sanderson & A.Miller, 1941
- Rhadine pelaezi Bolivar, Pieltain & Hendrichs, 1964
- Rhadine perlevis Casey, 1913
- Rhadine persephone Barr, 1974
- Rhadine pertenuis Casey, 1920
- Rhadine plumasensis Casey, 1920
- Rhadine pugetana Casey, 1920
- Rhadine reddelli Barr, 1982
- Rhadine reyesi Reddell and Cokendolpher, 2001
- Rhadine rossi Vandyke, 1949
- Rhadine rotgeri Bolivar, Pieltain & Hendrichs, 1964
- Rhadine rubra (Barr, 1960)
- Rhadine russelli Barr, 1974
- Rhadine specus (Barr, 1960)
- Rhadine sprousei Reddell and Cokendolpher, 2004
- Rhadine sublustris Casey, 1913
- Rhadine subterranea (Vandyke, 1918)
- Rhadine tenebrosa (Barr, 1960)
- Rhadine tenuipes Casey, 1920
- Rhadine testacea Casey, 1920
- Rhadine umbra Casey, 1913